# Night Songs
Night Songs è il primo album in studio del gruppo musicale statunitense Cinderella, pubblicato il 2 agosto 1986 dalla Mercury Records.
L'album è stato prodotto da Andy Johns, già collaboratore di Rolling Stones e Led Zeppelin. Tutte le parti della batteria sono state registrate da Jody Cortez, ex membro degli Stone Fury. Hanno partecipato alle registrazioni anche altri musicisti tra cui Jon Bon Jovi, che ha eseguito i cori presenti in Nothin' for Nothin' e In from the Outside, e Barry Benedetta, ex chitarrista dei Waysted.

## Storia
Night Songs ha venduto oltre 3 milioni di copie grazie principalmente al singolo di successo Nobody's Fool e al forte airplay ricevuto su MTV. L'album raggiunse il terzo posto della Billboard 200 il 7 febbraio 1987 ed è stato certificato triplo disco di platino per le vendite negli Stati Uniti. Quello stesso anno, i Cinderella aprirono diverse date statunitensi dello Slippery When Wet Tour dei Bon Jovi.
Il singolo di lancio Shake Me fallì la scalata in classifica, tuttavia Nobody's Fool riuscì ad entrare nella top 20, raggiungendo il tredicesimo posto della Billboard Hot 100. Il terzo singolo Somebody Save Me arrivò alla posizione numero 66. Tutti e tre furono accompagnati da video musicali che ricevettero enorme successo, in cui era raccontata la storia di una moderna Cenerentola, perseguitata dalla sorelle cattive, che veniva magicamente trasportata al concerto della sua band preferita: i Cinderella.
L'album registrò vendite incredibili per tutto il 1987, risultando tra i dieci dischi più venduti in assoluto durante l'anno.
Secondo alcuni critici rock/metal, Night Songs è considerato un album heavy metal. Tuttavia, già dal loro lavoro successivo, Long Cold Winter, i Cinderella si sposteranno in direzioni musicali più vicine all'hard rock/blues, facendo emergere uno stile più personale.
Nell'episodio Conoscenze vecchie e nuove della terza stagione della serie How I Met Your Mother, appare il protagonista Ted Mosby con indosso una maglietta rappresentante la copertina dell'album durante un flashback.

## Tracce
Testi e musiche di Tom Keifer.
1. Night Songs – 4:03
2. Shake Me – 3:44
3. Nobody's Fool – 4:48
4. Nothin' for Nothin' – 3:33
5. Once Around the Ride – 3:22
6. Hell on Wheels – 2:49
7. Somebody Save Me – 3:16
8. In from the Outside – 4:07
9. Push, Push – 2:52
10. Back Home Again – 3:30

## Formazione
Cinderella
- Tom Keifer – voce, chitarra, pianoforte
- Jeff LaBar – chitarra solista
- Eric Brittingham – basso
- Fred Coury – batteria (solo accreditato)

Turnisti in studio
- Jim Drnec – batteria (nelle prime sessioni di registrazione)[5]
- Jody Cortez – batteria, percussioni

Altri musicisti
- Barry Bennedetta – chitarra in Nothing for Nothin, Push, Push e Back Home Again
- Jeff Paris – tastiere
- Tony Mills – cori
- Jon Bon Jovi – cori in Nothing for Nothin' e In From the Outside

## Classifiche

### Classifiche settimanali
| Classifica (1987) | Posizione massima |
| ----------------- | ----------------- |
| Canada            | 15                |
| Finlandia         | 27                |
| Stati Uniti       | 3                 |

### Classifiche di fine anno
| Classifica (1987) | Posizione |
| ----------------- | --------- |
| Stati Uniti       | 8         |